# Les Calamités
Les Calamités war eine französische Rockband, die in den 1980er Jahren aktiv war.

## Geschichte
Les Calamités formierte sich in den frühen Achtzigern in Beaune. Die Gruppe bestand aus den Gitarristinnen und Sängerinnen Odile Repolt und Isabelle Petit, der Bassistin und Sängerin Caroline Augier, sowie dem Schlagzeuger Mike Stephens.
Eins der ersten Lieder von den Calamités erschien 1983 mit Je suis une calamité auf dem Sampler Snapshot(s). Ihr erstes Album nahmen sie Ende 1983 im Studio SHD in Servaville auf, produziert wurde es von Lionel Herrmani. Die selbstgeschriebenen Lieder wurden von Augier, Repolt und Petit komponiert und getextet. Das Album erschien 1984 unter dem Titel A Bride Abattue beim Pariser Label New Rose Records. Im selben Jahr erschien auch die Single Toutes Les Nuits als Auskopplung aus dem Album, und die EP Pas la Peine, welche im Studio Oncle Sam in Paris aufgenommen wurde, ebenfalls unter Herrmani.
Nachdem Caroline Augier nach London gezogen war, bestand Les Calamités als Duo mit Odile Repolt und Isabelle Petit weiter. Unter Produzent Daniel Chenevez von Niagara nahmen sie in den ICP-Studios in Brüssel das Lied Vélomoteur auf. Es wurde 1987 von Polydor als Single herausgebracht. Im Frühjahr 1988 stieg das Lied in die französischen Charts ein, wo es 16 Wochen verbleiben sollte, mit dem 13. Platz als Spitzenposition. In Folge löste sich die Gruppe auf.
Im Jahr 1988 wurde von New Rose eine Zusammenstellung von Calamité-Liedern unter dem Titel Les Calamités veröffentlicht, jedoch ohne die Polydor-Chartsingle Vélomoteur. Diese war dafür auf der 1997 vom New-Rose-Nachfolger Last Call Records veröffentlichten Kompilation C'est Complet enthalten.

## Diskografie

### Singles und EPs
- 1984: Toutes les Nuits
- 1984: Pas la Peine
- 1987: Vélomoteur

### Alben
- 1984: A Bride Abattue
- 1988: Les Calamités (Kompilation)
- 1997: C'est Complet (Kompilation)

Cover-Versionen
- 1995: The Boonaraaas – Toutes les nuits (EP „She-sound 2000“ auf Thunderbaby Records, Deutschland)
- 2001: Curlee Wurlee! – Je suis une calamité (Album „She’s a pest“ auf Crazy Love Records, Deutschland)
- 2022: Téléski – Toutes les nuits (Youtube)